# Lítio
O lítio (do grego líthos, ou, "pedra", "cálculo" + sufixo nominal "io") é um elemento químico de símbolo Li, número atômico 3 e massa atômica 7, contendo, na sua estrutura, três prótons e três elétrons. Na tabela periódica dos elementos químicos, pertencente ao grupo (ou família) 1 (anteriormente chamado 1A), dos elementos alcalinos. Sob condições normais de temperatura e pressão, é o metal mais leve e menos denso entre os elementos sólidos. Como todos os elementos alcalinos, o lítio tem reatividade e inflamabilidade elevada e, por essa razão, é, geralmente, estocado em óleo mineral. Quando é usinado, apresenta brilho, porém, em contato com o ar atmosférico ou na água, a superfície é corroída e adquire a cor cinza-prateada e manchas pretas.
Por causa da sua elevada reatividade, o lítio não é encontrado em seu estado nativo, sendo encontrado na maioria das vezes na condição de composto químico iônico. O lítio encontra-se em numerosos minerais pegmatitos devido a sua solubilidade iônica e está presente na água marinha, sendo, geralmente, obtido na forma de salmoura e nas argilas. Em escala industrial, o lítio é isolado via eletrólise de uma mistura de cloreto de lítio e cloreto de potássio.
O lítio e seus compostos têm diversas aplicações industriais, incluindo vidros e cerâmicas com resistência ao calor, ligas com alta força específica resistência-peso utilizadas em aeronaves e baterias de lítio e bateria de íon lítio - mais da metade da produção de lítio é consumida para este fim. Pequenas quantidades de lítio estão presentes em todos os organismos. O elemento possui funções de regulação endócrina, sendo sua deficiência ligada à infertilidade.

## Características principais
O lítio é usado na fabricação de baterias, os íons de lítio, ou outras. Tem um grande poder oxidativo, é facílimo de sofrer corrosão e possui densidade igual a 0,534 gramas por centímetro cúbico.

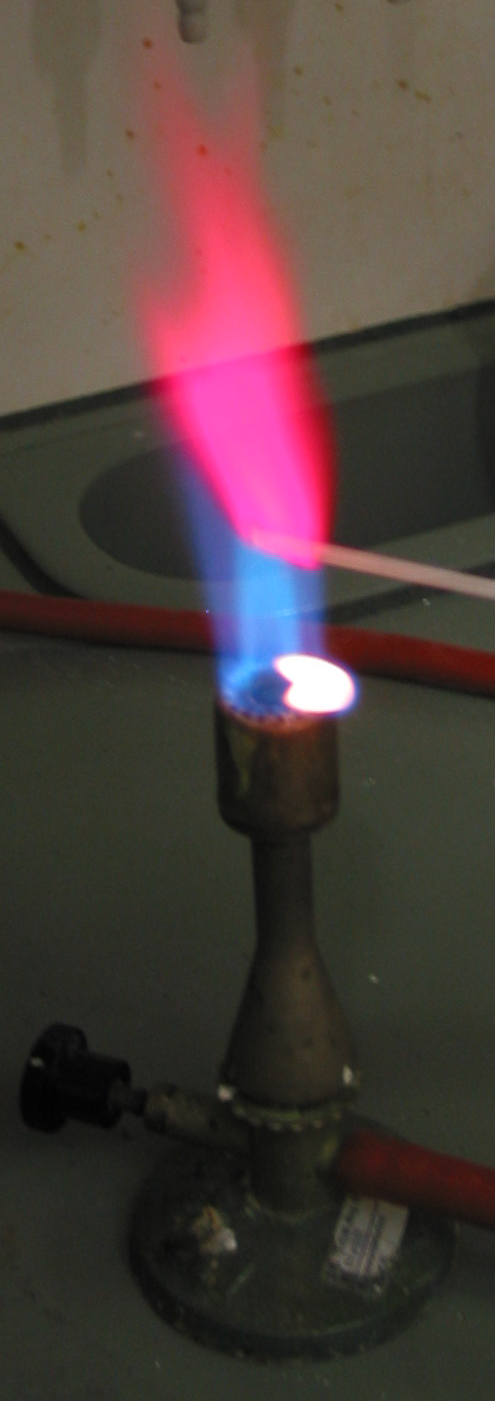
O teste da chama para o lítio

É o metal mais leve, com uma densidade aproximadamente a metade da água. Como os demais metais alcalinos, é monovalente e bastante reativo. Por esse motivo, não é encontrado livre na natureza.
No teste da chama, torna-se vermelho, porém se a combustão ocorrer violentamente, a chama adquire uma coloração branca brilhante.

### Características atômicas e físicas
Assim como os outros metais alcalinos, o lítio tem um único elétron de valência, que facilmente cede para a formação de um cátion. Por causa disso, ele é um bom condutor de energia térmica e de eletricidade. É um elemento químico com elevada reatividade, embora seja o menos reativo se comparado com os outros elementos alcalinos devido à proximidade de seus elétrons de valência do núcleo atômico (permanecendo dois elétrons, estão no 1° orbital e têm baixo potencial de redução, e por isso eles não participam de ligações químicas.)
Os isótopos estáveis do lítio são dois, Li-6 e Li-7, sendo o segundo o mais abundante (92,5%). Foram identificados seis radioisótopos, sendo os mais estáveis o Li-8 com um período de semidesintegração de 838 milissegundos e o Li-9 com 178,3 ms de meia-vida. Os demais isótopos radioativos possuem meias-vidas menores de 8,5 ms.
As massas atômicas dos isótopos do lítio variam entre 4,027 e 11,0348 u do Li-4 ao do Li-11 respectivamente. O modo de desintegração principal dos isótopos mais leves que o isótopo estável mais abundante (Li-7) é a emissão protônica (com um caso de desintegração alfa) obtendo-se isótopos de hélio.
{\displaystyle {}_{3}^{5}{\hbox{Li}}\;\to \;{}_{2}^{4}{\hbox{He}}\;+{}_{1}^{1}{\hbox{p}}\;}+
Enquanto que, nos isótopos mais pesados, o modo mais habitual é a desintegração beta (com algum caso de emissão neutrônica), resultando isótopos de berílio, também por captura de elétron, como no caso abaixo.
{\displaystyle {}_{3}^{7}{\hbox{Li}}\;\to \;{}_{4}^{7}{\hbox{Be}}\;+{\nu }_{e}}
O Li-7 é um dos elementos primordiais, produzido por síntese nuclear após o big bang. Os isótopos de lítio dividem-se substancialmente numa grande variedade de processos naturais, incluindo a precipitação química na formação de minerais, processos metabólicos, e na substituição do magnésio e  ferro em redes cristalinas de minerais argilosos em que o Li-6 é preferido ao Li-7.

## Abundância e obtenção
O lítio em nosso sistema solar e em nossa galáxia provém de uma explosão novae clássica de uma anã branca. Não é tão abundante devido à sua relativa instabilidade nuclear, e controla a tendência dos elementos serem mais abundantes quanto mais leves: o lítio é menos abundante no sistema solar do que 25 dos 32 primeiros elementos da tabela periódica. Usando aprendizagem automática, os geólogos descobriram que a salmoura na Formação Smackover do sul do Arkansas pode conter entre 5 milhões a 19 milhões de toneladas de lítio. Mesmo 5 milhões de toneladas seriam mais de nove vezes a demanda mundial projetada de lítio para carros elétricos em 2030.

### Biologia
O lítio é encontrado em traços em diversas plantas, nos plânctons e nos invertebrados numa concentração de 69 até 5 760 partes por bilhão (ppb). Nos vertebrados, a concentração é relativamente baixa e, nas peles de todos os vertebrados e nos fluidos corporais, tem sido encontrado numa concentração de 21 a 763 ppb. Os organismos marinhos tendem a bioacumular muito mais do que os animais terrestres. Não se conhecem quaisquer funções fisiológicas em nenhum destes organismos, porém estudos nutricionais nos animais têm indicado sua importância na saúde, sendo, assim, sugerido que ele seja classificado como um elemento fundamental, com uma ingestão diária recomendada de 1 mg/dia. Em 2011, estudos no Japão sugerem que a ocorrência do lítio na água potável pode aumentar a expectativa de vida.

### Terra
| País                      | Produção | Reservas   | Recursos   |
| ------------------------- | -------- | ---------- | ---------- |
| Argentina                 | 6.400    | 1.700.000  | 17.000.000 |
| Austrália                 | 42.000   | 2.800.000  | 6.300.000  |
| Áustria                   | -        | -          | 75.000     |
| Bolívia                   | -        | -          | 21.000.000 |
| Brasil                    | 300      | 95.000     | 400.000    |
| Canadá                    | 200      | 370.000    | 1.700.000  |
| Chile                     | 18.000   | 8.600.000  | 8.600.000  |
| República Checa           | -        | -          | 1.300.000  |
| Congo                     | -        | -          | 3.000.000  |
| Finlândia                 | -        | -          | 40.000     |
| Alemanha                  | -        | -          | 2.500.000  |
| Cazaquistão               | -        | -          | 40.000     |
| Mali                      | -        | -          | 1.000.000  |
| México                    | -        | -          | 1.700.000  |
| Namíbia                   | 500      | ?          | 9.000      |
| China                     | 7.500    | 1.000.000  | 4.500.000  |
| Peru                      | -        | -          | 130.000    |
| Portugal                  | 1.200    | 60.000     | 250.000    |
| Rússia                    | -        | -          | 1.000.000  |
| Sérvia                    | -        | -          | 1.000.000  |
| Espanha                   | -        | -          | 300.000    |
| Estados Unidos da América | 870      | 630.000    | 6.800.000  |
| Zimbábue                  | 1.600    | 230.000    | 540.000    |
| Total mundial             | 77.000   | 17.000.000 | 80.000.000 |

Embora o lítio seja, geralmente, encontrado disperso na Terra, ele não é encontrado em seu estado nativo por causa da sua alta reatividade. A quantidade total de lítio na hidrografia marinha é muito grande e está estimada em cerca de 230 bilhões de toneladas, onde o elemento está em uma concentração relativamente constante de 0,14 a 0,25 partes por milhão (ppm), ou 25 micromoles. As maiores concentrações de lítio estão nas fontes hidrotermais com concentração aproximada de 7 ppm.
Estima-se que a crosta terrestre varia sua concentração de lítio entre 20 a 70 ppm, com a sua maior concentração no granito. As pegmatitas de granito também fornecem uma grande abundância em minerais que contém lítio, com a espodumena e a petalita, sendo o meio de extração comercial mais utilizado. Outro significativo mineral de lítio é a lepidolita. Um novo meio de extração de lítio está nas rochas de hectorita, que é extraído exclusivamente pela Western Lithium Corporation nos Estados Unidos.
De acordo com o Manual do Lítio e Cálcio na Natureza, "O lítio é um elemento relativamente raro, embora ele seja encontrado em muitas rochas e algumas salmouras, porém sempre em escassas concentrações, do qual somente alguns têm potencial valor comercial. Muitos escasseam em quantidade, e outros em qualidade.".

## História

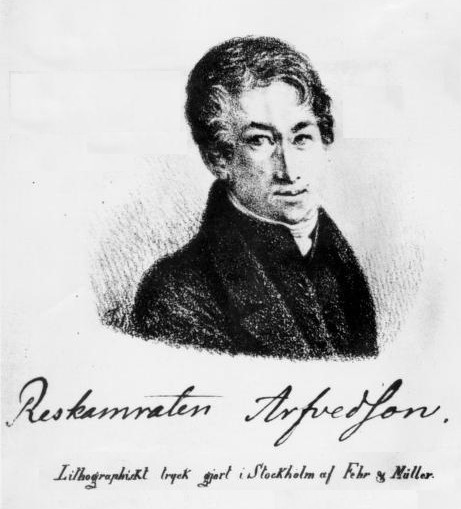
Johan August Arfwedson é considerado o descobridor do lítio em 1817

A petalita (LiAlSi4O10) foi descoberta em 1800 pelo político e químico brasileiro José Bonifácio de Andrada e Silva em uma mina na ilha de Utö, na Suécia. Porém, a partir de 1817, Johan August Arfwedson trabalhando no laboratório de química de Jöns Jakob Berzelius, detectou a presença de um elemento durante a sua análise do mineral de petalita. Este elemento formava compostos similares ao do sódio e do potássio, embora o carboneto de lítio e o hidróxido de sódio sejam menos solúveis e mais alcalinos. Berzelius deu o nome ao material alcalino "lithion/lithina", da palavra grega λιθoς (lithos, que significa "pedra"), para apresentar sua descoberta como um mineral sólido, como oposição ao potássio, que foi descoberto nas algas e o sódio que foi conhecido parcialmente pela sua grande abundância no sangue animal . Ele nomeou o material exógeno de "lithium".
Arfwedson depois demonstrou que este elemento químico estava presente nos minerais espodumena e lepidolita. Em 1818 Christian G. Gmelin foi o primeiro a observar que os sais de lítio formavam uma coloração vermelho brilhante na chama. De qualquer maneira, ambos tentavam e falhavam ao isolar o lítio em seu estado puro. Em 1821, W.T. Brande e Sir Humphry Davy obtiveram o elemento isolado via eletrólise de óxido de lítio, processo que foi utilizado anteriormente para isolar o potássio e o sódio. Brande também descreveu bastante os sais de lítio, como o cloreto e, estimou que o óxido de lítio compõe cerca de 55% do metal, e que o peso atômico do lítio seria aproximadamente de 9,8 g/mol (valor atual ~6,94 g/mol).  Em 1855, grandes quantidades de lítio foram produzidas a partir da eletrólise de cloreto de lítio por Robert Bunsen e Augustus Matthiessen. A descoberta deu início a produção comercial de lítio em 1923, iniciada pela empresa alemã "Metallgesellschaft AG" que começou a produção a partir dos sais de cloreto de lítio e cloreto de potássio fundidos num processo que é utilizado até hoje.
A produção e a utilização do lítio foram submetidas a drásticas mudanças na história. A primeira aplicação em larga escala foi na produção de graxas de lítio nos motores de aeronaves e similares na Segunda Guerra Mundial. As graxas de lítio é justificado devido a seu alto ponto de fusão se comparado com outras graxas alcalinas e por ser menos corrosiva do que as graxas de cálcio.  O pequeno mercado dos sabões de lítio e de graxas lubrificantes permanecem pela necessidade das operações de mineração nos Estados Unidos.
A demanda por lítio aumentou drasticamente durante a Guerra Fria (1946-1991) com a produção dos desenhos de arma nuclear. Tanto o Lítio-6 e o Lítio-7 produzem o trítio quando irradiados por nêutrons e também são utilizados tanto para a obtenção de trítio como também na produção de combustível de sólidos de fusão utilizado dentro das bombas de hidrogênio na forma de deutério de lítio. Os Estados Unidos vieram a produzir o lítio a partir dos anos de 1950 até meados da década de 1980. No fim, o estoque de lítio foi de aproximadamente de 42 toneladas de hidróxido de lítio.
Este elemento foi utilizado tanto para reduzir a temperatura de fusão do vidro e para melhorar a fundição do óxido de alumínio quando utilizado o processo de Hall-Héroult. Estas aplicações predominavam no mercado de lítio durante meados da década de 1990. Depois do fim da corrida nuclear houve o declínio da demanda e a venda dos estoques no departamento de Energia no mercado aberto reduziram o preço. Além disso, várias empresas começaram a extrair lítio das salmouras por ser um método menos custoso do que a extração de minas abertas ou subterrâneas. Essas minas que não eram mais competitivas foram fechadas ou se reestruturaram para a extração de outros materiais, com exceção das minas de pegmatito do qual a mineração é viável. Por exemplo, as minas de Kings Mountain, na Carolina do Norte foram fechadas no início do século XXI.
A partir do início do século XXI, com o surgimento da demanda das baterias iônicas de lítio, as novas companhias tem expandido a extração de salmoura para atender as indústrias deste setor. Por causa disso, desde 2007, o mercado de lítio tem como seu maior consumidor as indústrias de baterias iônicas de lítio.

## Produção

Produção mundial de lítio

Desde o fim da Segunda Guerra Mundial, a produção de lítio tem aumentado significativamente. O metal é separado de outros elementos nas rochas ígneas, tais nas imagens de satélite acima. Os sais de lítio são extraídos das águas de nascentes minerais, nos depósitos e poços de salmoura. Ele é produzido via eletrólise a partir da mistura fundida de 55% de cloreto de lítio e 45% de cloreto de potássio sob temperatura de 450 oC. Em 1998, o preço do lítio chegou a  95 US$ / kg (ou 43 US$/libra).
As reservas mundiais de lítio encontradas em 2008 foram estimadas em 13 milhões de toneladas pelo Serviço Geológico dos Estados Unidos. Os depósitos de lítio foram encontrados na América do Sul em toda a extensão da cordilheira dos Andes. O Chile é o principal líder na produção de lítio, seguido pela Argentina. Ambos os países extraem o lítio nas piscinas de água salgada. Nos Estados Unidos, este elemento químico é extraído das piscinas de água salgada de Nevada. Entretanto, metade das reservas mundiais conhecidas estão armazenadas na  Bolívia, uma nação situada sobre os declives do leste central dos Andes. Em 2009, a Bolívia foi negociando com as indústrias japonesas, francesas e coreanas para a sua extração. De acordo com o Serviço Geológico Norte-Americano, o deserto de Uyuni tem 5,4 milhões de toneladas de lítio. Uma nova descoberta de depósito de lítio nas Rochas de Springs Uplift, nos Estados Unidos está estimado em 228 mil toneladas. Depósitos adicionais na sua formação poderiam extrapolar a última previsão citada, chegando a 18 milhões de toneladas.
| 1. | Austrália | 45.000 |
| 2. | Chile     | 19.300 |
| 3. | China     | 10.800 |
| 4. | Argentina | 6.300  |
| 5. | Brasil    | 2.400  |
| 6. | Zimbabwe  | 1.200  |
| 7. | Portugal  | 900    |
| 8. | Canadá    | 200    |

Fonte: USGS.

## Aplicações

Participação econômica na extração no mercado de lítio em 2011
Vidraria e cerâmica (29%)
Baterias (27%)
Graxas lubrificantes (12%)
Lingotamento contínuo(5%)
Tratamento de ar comprimido (4%)
Polímeros (3%)
Produção primária de alumínio (2%)
Produção de farmácos (2%)
Outras utilidades (16%)

Devido ao seu elevado calor específico, o maior de todos os sólidos, é usado em aplicações de transferência de calor e, por causa do seu elevado potencial eletroquímico é usado como um ânodo adequado para as baterias elétricas. Além destes tem outros usos:
- O brometo de lítio é utilizado em bombas de calor de absorção, dentre outros compostos como o nitrato de lítio (LiNO3);
- O hidreto de alumínio e lítio é um agente redutor empregado na síntese de compostos orgânicos;
- O lítio é um componente comum nas ligas metálicas de alumínio, cádmio, cobre e manganês, utilizados na construção aeronáutica, e está sendo empregado com êxito na fabricação de cerâmicas e lentes, como a do telescópio Refletor Hale de 5,0 metros de diâmetro de "Monte Palomar";
- Também é usado como poderoso analgésico em operações sem risco.[carece de fontes?]

### Aplicações militares
O lítio metálico e as estruturas complexas moleculares de hidretos, como o Li[AlH]4 são utilizados como aditivos energéticos nos propelentes dos foguetes. O hidreto de alumínio pode ser utilizado também como um combustível sólido.

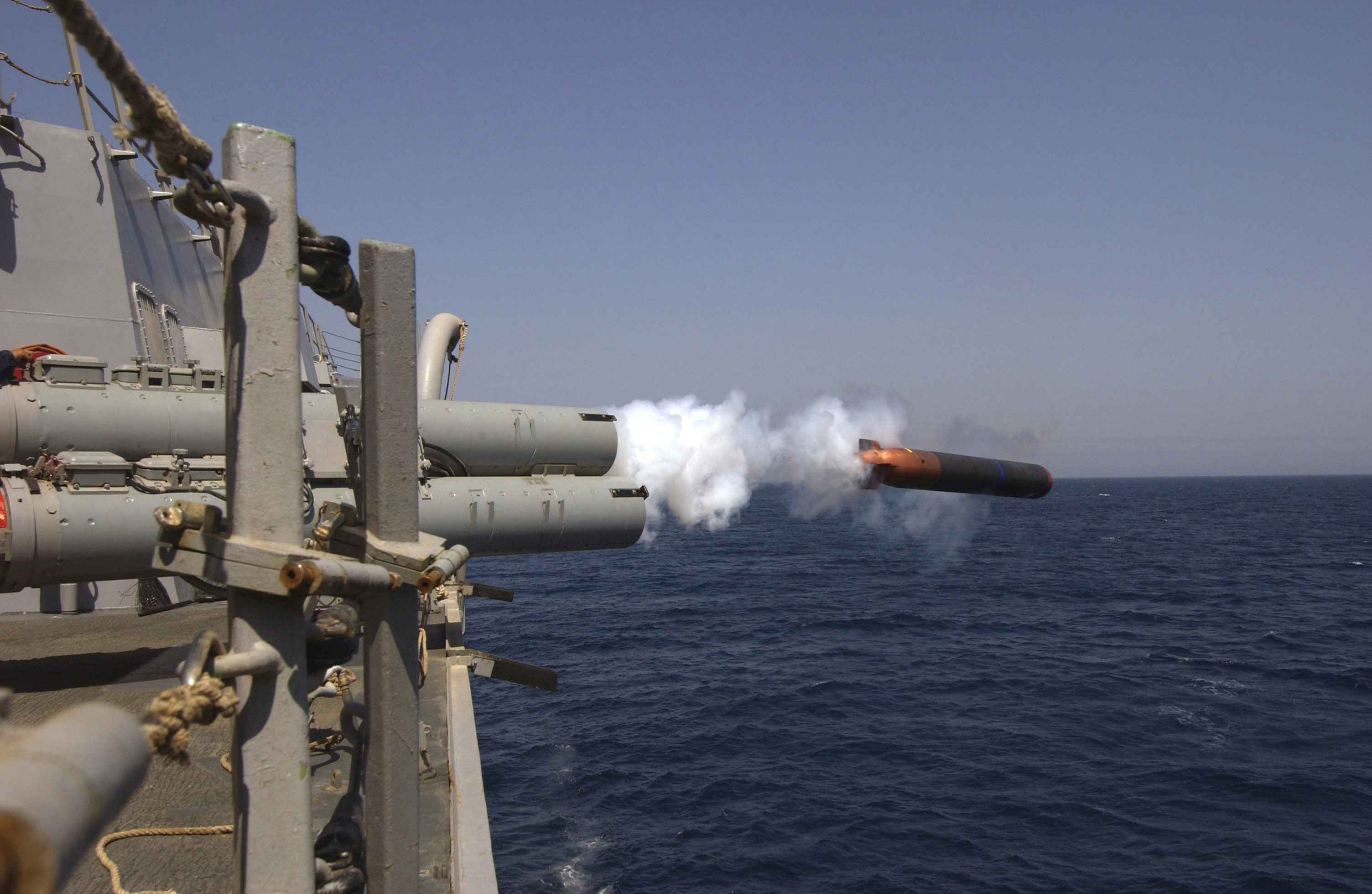
O lançamento do torpedo utiliza lítio como combustível

O Torpedo Mark 50 abastece um sistema de propulsão de energia química utilizando um pequeno tanque de gás de hexafluoreto de enxofre que é pulverizado sob um bloco de lítio sólido. A reação gera calor que é utilizado para produzir vapor. A pulverização do vapor no torpedo é dada a partir do ciclo Rankine.
O hidreto de lítio contém lítio-6 que é utilizado nas bombas de hidrogênio. Na bomba, ele é utilizado em volta do centro de uma bomba atômica.

### Cerâmicas e vidrarias
O óxido de lítio é um fundente geralmente usado para o processamento do dióxido de silício, reduzindo o ponto de fusão e a viscosidade do material e conduzindo a melhoria de propriedades físicas de cerâmicas, como o baixo coeficiente de expansão térmica. O óxido de lítio é um dos materiais para a fabricação de acessórios de cozinha. Em todo o mundo, esta substância demanda a maior quantidade de lítio. O carbonato de lítio (Li2CO3) é geralmente utilizado para o aquecimento na conversão de óxidos.

### Graxas lubrificadas
O 3° maior consumo de lítio estão nas graxas. O hidróxido de lítio é uma base forte e, quando aquecido com uma gordura, produz um sabão que é composto de estearato de lítio. Este sabão tem a capacidade de engrossar os óleos e, por isso, é um lubrificante muito útil na indústria, em especial sob altas temperaturas.

### Indústria Elétrica e Eletrônica

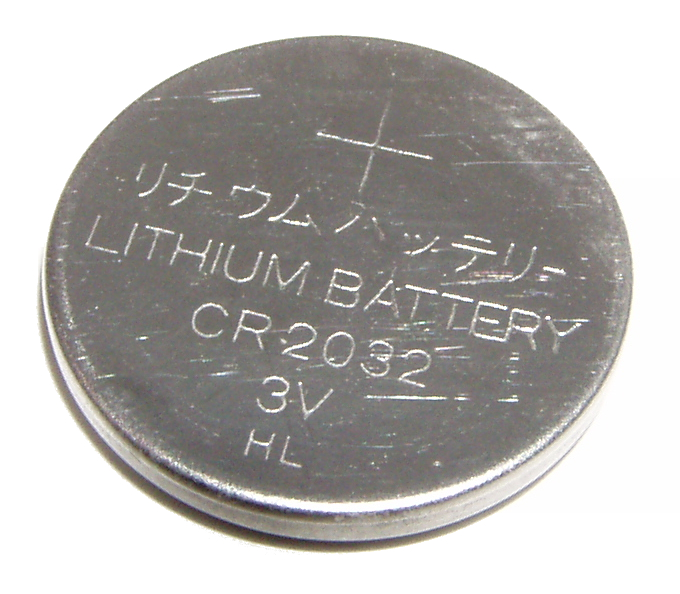
O Lítio é muito utilizado para a produção de baterias

Nos últimos anos do século XX, por causa de seu alto potencial de eletrodo, o lítio veio a se tornar um componente importante do eletrólito e um dos eletrodos nas baterias. Por causa de sua baixa massa atômica, ele tem uma alta carga e uma potência específica. Uma bateria de íons de lítio típica pode gerar aproximadamente 3 volts por célula, comparado com 2,1 volts para a bateria de ácido de chumbo ou 1,5 volts de células de zinco-carbono. As baterias de íons de lítio, que são recarregáveis e têm uma alta densidade energética, não podem ser confundidas com as pilhas de lítio, que são baterias primárias descartáveis com lítio ou seus compostos com o seu ânodo. Outras baterias recarregáveis que utilizam o lítio incluem a bateria de polímero de lítio, bateria Beltway e as baterias de nanofios.

### Indústria Nuclear

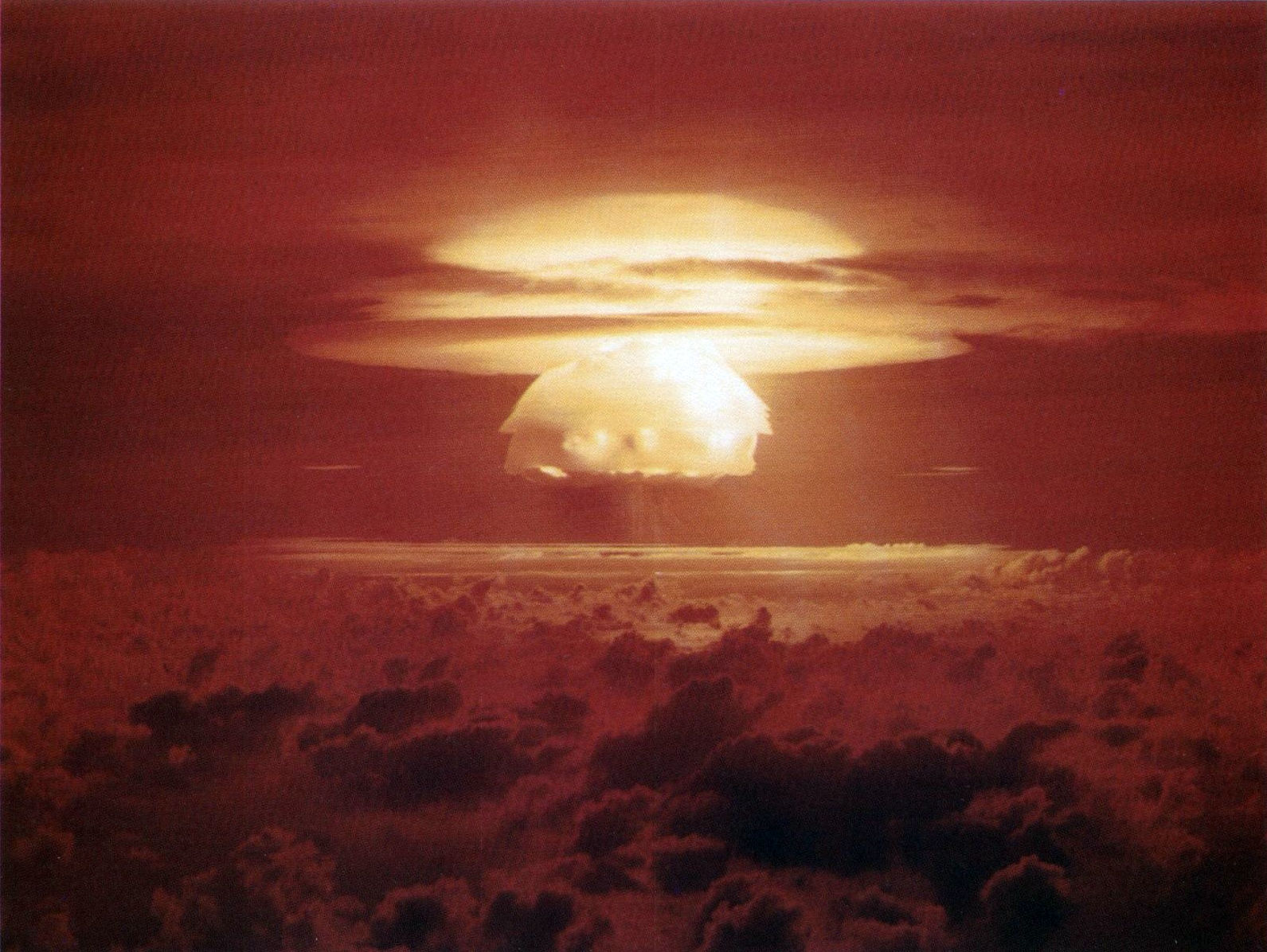
O deuterido de lítio foi utilizado como combustível na bomba nuclear de Castle Bravo.

O Lítio é um material de fonte para a produção de trítio e como um absorvedor de nêutrons nas fusões nucleares. O lítio na natureza contém cerca de 7,5% de lítio-6 no qual grandes quantidades de lítio-6 tem sido produzidos pela separação de isótopos para ser aplicadas nas bombas nucleares. O Lítio-7 ganhou interesse na produção de fluido refrigerante nos reatores nucleares.
O deutério de lítio foi um combustível utilizado nas fusões nucleares das primeiras bombas de hidrogênio. Quando bombardeados por nêutrons, ambos 6Li e 7Li produzem o trítio. Esta reação, que não era compreendida integralmente quando a primeira bomba de hidrogênio foi testada, foi responsável pelo desenvolvimento do campo de teste nuclear em Castle Bravo. O trítio se funde com deutério em uma reação de fusão nuclear que é relativamente fácil de conhecer. Outros detalhes permanecem secretos de Castle Bravo, pois o deutério de lítio-6 aparentemente é utilizado como um dos combustíveis das bombas nucleares, como um material de fusão.

### Medicamentos
O lítio é utilizado no tratamento do transtorno bipolar. Os sais de lítio também podem auxiliar para casos de diagnósticos relacionados como transtorno esquizoafetivo e depressão nervosa. A parte ativa destes sais é o íon do lítio Li+.
Ele pode aumentar o risco de desenvolvimento da anomalia de Ebstein em recém-nascidos de mulheres que utilizaram o medicamento durante o primeiro trimestre de gravidez.
O lítio também tem sido pesquisado como uma possibilidade de tratamento de cefaleia em salvas.

### Metalurgia
Quando utilizado como um fundente para a solda ou para brasagem, o lítio metálico promove a fusão dos metais durante o processo e eliminação dos óxidos que se formam pela absorção das impurezas. A qualidade de fundente também é importante para a produção de cerâmicas, esmaltes,  vidros. Ligas metálicas com o alumínio, cádmio, cobre e manganês são utilizadas para a produção de peças de alta performance em aviões.

### Purificação do ar
O cloreto de lítio e o brometo de lítio são hidroscópicos e são utilizados como dessecantes nas correntes gasosas. O hidróxido de lítio e o peróxido de lítio são os sais mais utilizados nas áreas fechadas, como nas naves espaciais e nos submarinos para remover o dióxido de carbono e na purificação de ar, sendo um bom depurante do ar. O hidróxido de lítio absorve dióxido de carbono como ar transformando em carbonato de lítio e na combinação de outros hidróxidos alcalinos pelo baixo peso.
O peróxido de lítio (Li2O2) em presença da mistura e não somente reage com o dióxido de carbono para produzir o carbonato de lítio, mas também produz oxigênio. A reação é descrita abaixo:
2 Li2O2 + 2 CO2 → 2 Li2CO3 + O2.
Alguns dos compostos mencionados, como também o perclorato de lítio são utilizados na purificação de oxigênio utilizados nos submarinos. Estas podem também incluir pequenas quantidade de boro, magnésio, alumínio, silício, titânio, manganês e o ferro.

### Óptica
O fluoreto de lítio, que cresce artificialmente como um cristal, é um material limpo e translúcido utilizado pelos técnicos de óptica para transmitir os raios infravermelhos e ultravioletas. Ele tem um dos menores índices de refração e sua eficiência na transmissão dos raios infravermelhos e ultravioletas é maior se comparado com outras substâncias conhecidas.

### Química orgânica e dos polímeros
Os compostos de organolítio são extensamente utilizados na produção de polímeros e na química fina. Na indústria de polímeros, que domina o consumo do elemento, compostos de alquilas de lítio são catalisadores, nos iniciadores de radicais e e na polimerização aniônica dos grupos funcionais das oleofinas.
Para a síntese de produtos de alto valor agregado, os compostos organolíticos funcionam como uma base forte e como reagentes para a formação de ligações carbônicas. Os compostos de organolítio são preparados a partir do lítio metálico e haletos de alquila.
Outros compostos de lítio são utilizados como reagentes para produzir compostos orgânicos, incluindo os hidretos de alumínio e lítio (LiAlH4) e os hidretos de etil de boro e lítio (LiBH(C2H5)3).

## Precauções
Como os outros metais alcalinos, o lítio puro é altamente inflamável e ligeiramente explosivo quando exposto ao ar e, especialmente, à água. Além disso é corrosivo, requerendo o emprego de meios adequados de manipulação para evitar o contato com a pele. Deve-se armazená-lo num  hidrocarboneto líquido inflamável como, por exemplo, a gasolina. O lítio é considerado ligeiramente tóxico.

## Farmacologia
Os sais de lítio têm aprovação para o tratamento de transtorno bipolar no Brasil e nos Estados Unidos. Inicialmente classificado como um antipsicótico, o lítio (administrado em forma de carbonato de lítio) é, hoje, utilizado por seus efeitos reguladores de humor, antimaníaco e, secundariamente, antidepressivo (sua eficácia para a depressão unipolar, entretanto, ainda não foi bem estabelecida). Além disso, um estudo indica que doses baixas de lítio, tanto em vermes quanto em humanos, conferem benefícios antienvelhecimento.
Em níveis séricos mais elevados, os íons de lítio são considerados venenosos e requerem atenção clínica imediata. Entre os principais sintomas de contaminação por lítio, listam-se náusea, tontura, enjoos, diarreia e tremores nas mãos. Esses sintomas podem, entretanto, aparecer na faixa terapêutica para transtorno bipolar. Salienta-se, ainda, que a administração prolongada de lítio pode causar danos à tireoide e aos rins, exigindo monitoração periódica por meio de exames de sangue.

## Citação na arte
O título da música Lithium (traduzido do inglês, "lítio") da banda Nirvana era uma referência ao carbonato de lítio, que era usado pelo vocalista Kurt Cobain como estabilizador de humor contra transtorno bipolar.